# Minnesota Lynx
Die Minnesota Lynx sind eine US-amerikanische Damen-Basketball-Mannschaft der Women’s National Basketball Association mit Sitz in Minneapolis im US-Bundesstaat Minnesota. Die Lynx sind das Schwesterteam der Minnesota Timberwolves in der National Basketball Association. Das Team aus Minnesota ist mit vier Titelgewinnen das erfolgreichste aktive Franchise in der WNBA. Der Teamname stammt vom englischen Wort für Luchs.
Seine Heimspiele trägt das Team im Target Center in Minneapolis, Minnesota aus.

## Geschichte
Im April 1998 gab die WNBA bekannt, dass eine neue Franchise in Minneapolis errichtet wird, die bereits in der Saison 1999 in der WNBA spielen soll. Brian Agler wurde zum ersten Cheftrainer der Minnesota Lynx ernannt. Am 6. April 1999 fand für die Miracle und Lynx ein Expansion Draft statt, wo jedes Team vier Spielerinnen von acht WNBA Mannschaften nach einer gewissen Reihenfolge auswählen konnte.

### Das lange Warten auf Erfolge (1999 bis 2010)
Die Lynx starteten ihre erste Saison wie geplant 1999. In ihrem ersten Saison-Spiel trafen sie auf die Detroit Shock im Target Center, das die Lynx mit 68–51 gewannen. Die Lynx konnten in ihrer ersten WNBA-Saison 15 von 32 Spielen gewinnen, verpassten jedoch die Playoffs klar. Die Heimspiele der Lynx besuchten durchschnittlich über 10.000 Zuschauer pro Spiel.
Da sich die Lynx in den beiden darauffolgenden Saisons nicht verbessern konnte, wurde Agler während der Saison 2002 entlassen. Heidi VanDerveer übernahm für die restliche Saison Aglers Posten. Für die Saison 2003 wurde Suzie McConnell-Serio zur neuen Cheftrainerin der Lynx ernannt. Bereits in ihrer ersten Saison als Cheftrainerin konnte sie mit den Lynx 18 von 34 Spielen gewinnen und erreichte mit den Lynx sogar die Playoffs. In den Playoffs scheiterten die Lynx knapp an den Los Angeles Sparks mit 1:2 nach Spielen. In der Saison 2004 konnten die Lynx wieder 18 von 34 Spielen gewonnen und qualifizierten sich damit zum zweiten Mal in Folge für die Playoffs, wo sie in den Conference Semifinals klar mit 0:2 an den Seattle Storm scheiterten.
Nach zwei relativ erfolgreichen Saisons in der WNBA wurde überraschend mit Katie Smith, die zu diesem Zeitpunkt beste Spielerin der Lynx war, zu den Detroit Shock transferiert. Die Lynx verloren in der Saison 2005 ohne Smith die meisten ihrer Spiele. Das schlechte Abschneiden in dieser Saison verhalf ihnen jedoch den ersten Pick im WNBA Draft 2006 zu sichern. Die Lynx entschieden sich im Draft für Seimone Augustus von der Louisiana State University.
Obwohl Augustus eine gute erste WNBA-Saison spielte, konnten die Lynx in der Saison 2006 nicht überzeugen. Nachdem die Lynx 15 von 23 Spielen verloren hatten, gab Suzie McConnell-Serio am 23. Juli ihren Rücktritt als Cheftrainerin der Lynx bekannt. Serio wurde durch Carolyn Jenkins ersetzt. Die Lynx gewannen unter Jenkins nur zwei der restlichen elf Saison-Spiele. Somit war diese Saison, die bis dato schlechteste der Lynx. Am Ende dieser Saison wurde Augustus zum WNBA Rookie of the Year gewählt. Augustus ist nach Betty Lennox, die zweite Spielerin der Lynx die diese Auszeichnung verliehen bekam.
Am 13. Dezember 2006 ernannten die Lynx Don Zierden zum insgesamt fünften Cheftrainer der Lynx. Am 4. April fand der WNBA Draft 2007 statt. Die Lynx entschieden sich in der ersten Runde für Noelle Quinn. Die Lynx transferierten noch am selben Tag die von den Lynx im Dispersal Draft ausgewählt Tangela Smith zu den Phoenix Mercury für Lindsey Harding, die an diesem Tag im Draft an der ersten Stelle von den Mercury ausgewählt wurde. Die Lynx verloren ihre ersten sieben Spiele in der Saison 2007. Im Juli verloren die Lynx sogar zehn Spiele in Folge. Die Lynx beendeten diese wie die vorherige Saison mit 10 Siegen aus insgesamt 34 Spielen.
Auch die folgenden Saisons 2008 bis 2010 endeten für die Lynx ohne Playoff-Teilnahme.

### Die erfolgreichen Jahre (2011 bis 2017)
Nachdem die Lxny in die ersten zwölf Saisons nur zweimal die Playoffs erreicht hatten und dort jeweils in der ersten Runde gescheitert waren, änderte sich in der Saison 2011 Vieles. Nachdem das Team sowohl im Draft 2010 als auch im Draft 2011 zwei Top-4-Picks hatte, konnte das Potential des Teams deutlich gesteigert werden. Dies zeigte sich schon in der regulären Saison 2011, in der die Lxny die Anzahl der Sieg mehr als verdoppeln konnten und somit erstmals als bestes Team der Western Conference in die Playoffs einziehen konnten. Erster Gegner waren dort die San Antonis Silver Stars gegen die der erste Erfolg der Vereinsgeschichte in einer Playoff-Serie erzielt werden konnte. Nach dem Erfolg gegen die Phoenix Mercury erreicht das Team erstmals die WNBA-Finals. Dort konnten ohne größere Probleme die Atlanta Dream mit 3:0 besiegt werden und damit der erste WNBA-Titel für die Lynx gesichert werden.
Die Saison 2012 verlief lange Zeit identisch mit der vorherigen. Die Lynx waren mit wieder 27:7 Erfolgen wieder bestes Team im Westen. Auch im Conference Semifinal und Final konnten die Erfolge wiederholt werden. Aber diesmal konnte der Titel nicht wieder errungen werden, nachdem man in den WNBA-Finals den Indiana Fever mit 1:3 unterlag.
Auch in der Saison 2013 war die Lynx das beste Team im Westen wenn auch nur 26 Spiele in der regulären Saison gewonnen werden konnten. In den Playoffs waren die Leistungen dagegen umso besser. Mit deutlichen Erfolgen gegen die Teams aus Seattle, Phoenix und Atlanta konnten die Lynx die zweite WNBA-Meisterschaft feiern. Auf dem Weg zum Titel ging kein Playoff-Spiel verloren und das Team war das zweite in der WNBA-Geschichte, das dies mit einer 7:0 Bilanz erreichen konnte.
In der Saison 2014 konnte in der regulären Saison nur der zweite Platz hinter der Phoenix Mercury in der Western Conference erspielt werden. Nach dem Erfolg in der ersten Playoff-Runde gegen die San Antonio war das Team aus Phoenix auch in den Playoffs das stärkere und die Lynx verloren erstmals seit zehn Jahren wieder eine Playoff-Serie gegen ein Team aus der eigenen Conference.
Obwohl man in der Saison 2015 wieder weniger Spiele in der regulären Saison gewinnen konnte, war man doch wieder das beste Team im Westen. Nach Erfolgen in den Playoff-Serien gegen Tulsa, Phoenix und Indiana konnte das Team 2015 den dritten WNBA-Titel erringen. Damit zählen die Lynx neben den Mercury zu den erfolgreichsten noch bestehenden Teams der WNBA.
2016 erreichte das Team wieder mit der besten Bilanz der Western Conference die Playoffs. Dabei erzielte das Team mit 28:6 Siegen die beste Saisonbilanz in der Geschichte des Teams. Nach einem Freilos in den ersten beiden Runden des neuen Playoff-Systems setzte sich das Team im Halbfinale ohne Niederlage gegen das Team der Phoenix Mercury durch. In den WNBA-Finals traf man auf das Team aus Los Angeles. In einer sehr spannenden Serie unterlag man dem Team der Los Angeles Sparks knapp. Dabei fiel die Entscheidung erst in den Schlusssekunden des entscheidenden fünften Spiels der Final-Serie. Somit gelang den Lynx in einem geraden Jahr wieder kein Meisterschaftsgewinn.
Auch 2017 erreichte das Team wieder mit der besten Bilanz der Western Conference die Playoffs. Dabei erzielte das Team mit 27:7 Siegen wieder die beste Bilanz aller WNBA-Teams. Nach einem Freilos in den ersten beiden Runden des neuen Playoff-Systems setzte sich das Team im Halbfinale ohne Niederlage gegen das Team der Washington Mystics durch. In den WNBA-Finals traf man wieder auf das Team aus Los Angeles. In einer sehr spannenden Serie besiegte man diesmal das Team der Los Angeles Sparks knapp. Dabei fiel die Entscheidung wieder erst im entscheidenden fünften Spiel der Final-Serie. Somit gelang den Lynx zum vierten Mal in Folge in einem ungeraden Jahr ein Meisterschaftsgewinn.

### Spielzeiten ohne Finalteilnahme (seit 2018)
Nach vier Meisterschaften und sechs Finalteilnahmen in sieben Jahren endete vorerst die sehr erfolgreiche Zeit des Teams. In der regulären Saison 2018 konnte nicht an die guten Bilanzen der Vorjahre angeknüpft werden. Zwar wurden die Playoffs trotzdem erreicht. Dort endete die Saison aber nach einer Niederlage in der ersten Runde gegen den langjährigen Rivalen aus Los Angeles aber vorzeitig. Somit gelang den Lynx in einem geraden Jahr auch diesmal kein Meisterschaftsgewinn. Die Saison 2019 verlief fast genau wie die vorhergehende. Mit wieder 18 Siegen wurden die Playoff erreicht, die in der ersten Runde für das Team endeten. Diesmal scheitertet man am Team der Seattle Storm. Somit endete auch die Serie mit Meisterschaftsgewinnen in den ungeraden Jahren. In der Spielzeit 2020 konnten die Lynx die Bilanz in der regulären Saison steigern und in den Playoffs zumindest wieder das Halbfinale erreichen. Noch besser war die Bilanz in der Saison 2021, aber diesmal endeten die Playoffs mit einer überraschenden Niederlage in der 2. Runde gegen die Chicago Sky. 2022 wurden erstmals seit vielen Jahren mehr Spiele verloren als gewonnen und nach 11 Playoff-Teilnahmen in Serie diese knapp verpasst.

## Spielstätte
| Saison | Zuschauer- schnitt | WNBA-Zu- schauerschnitt |
| ------ | ------------------ | ----------------------- |
| 1999   | 10.494             | 10.207                  |
| 2000   | 7.290              | 9.074                   |
| 2001   | 7.538              | 9.075                   |
| 2002   | 7.819              | 9.228                   |
| 2003   | 7.074              | 8.800                   |
| 2004   | 7.418              | 8.613                   |
| 2005   | 6.673              | 8.172                   |
| 2006   | 6.442              | 7.476                   |
| 2007   | 6.971              | 7.742                   |
| 2008   | 7.057              | 7.948                   |
| 2009   | 7.537              | 8.039                   |
| 2010   | 7.622              | 7.834                   |
| 2011   | 8.447              | 7.954                   |

| Saison | Zuschauer- schnitt | WNBA-Zu- schauerschnitt |
| ------ | ------------------ | ----------------------- |
| 2012   | 9.683              | 7.452                   |
| 2013   | 9.381              | 7.531                   |
| 2014   | 9.333              | 7.578                   |
| 2015   | 9.364              | 7.318                   |
| 2016   | 9.266              | 7.655                   |
| 2017   | 10.407             | 7.716                   |
| 2018   | 10.036             | 6.769                   |
| 2019   | 9.069              | 6.535                   |
| 2020   | Covid-19           | Covid-19                |
| 2021   | 2.696              | 2.620                   |
| 2022   | 7.444              | 5.646                   |
| 2023   | 7.777              | 6.615                   |
| 2024   | 9.292              | 9.807                   |

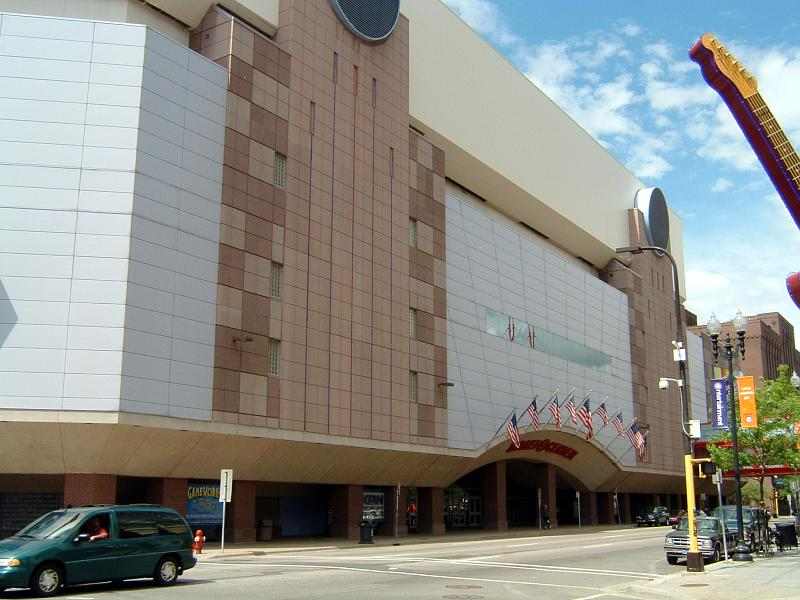
Target Center (außen)

Die Minnesota Lynx tragen ihre Heimspiele seit ihrer Gründung im Target Center in Minneapolis aus. Derzeit ist das Target Center außerdem Heimat des NBA-Teams der Minnesota Timberwolves.

### Zuschauerzahlen
Die Zuschauerzahlen der Lynx lagen mit Ausnahme einer positiven Gründungssaison viele Saisons, teilweise sogar deutlich, unter dem WNBA-Durchschnitt. Mit dem sportlichen Erfolgen steigerten sich auch die Zuschauerzahlen in Minneapolis. In der Saison 2011, die die erste Playoff-Teilnahme seit langem brachte und mit dem ersten WNBA-Titel endete, wurde erstmals nach der Gründungssaison der Liga-Schnitt übertroffen. Dies hat sich mit dem Fortdauern des Erfolges nicht geändert und aktuell haben die Lynx mehrfach den zweitbesten Zuschauerschnitt aller WNBA-Teams. 2017 konnten die Lynx wieder einen fünfstelligen Zuschauerschnitt erzielen und verfehlten nur knapp den Bestwert der der Debütsaison. Ab 2018 sank der Zuschauerzuspruch mit ausbleibend Erfolg etwas, zählte aber weiterhin zu den Besten in der WNBA.

## Erfolge und Ehrungen

### Sportliche Erfolge
Die Lynx konnten nach vielen erfolglosen Jahren in den Saisons 2011, 2013, 2015 und 2017 die WNBA-Meisterschaft gewinnen und verloren in den Jahren 2012 und 2016 WNBA-Finals. Kein Team hat mehr Titel in der WNBA gewonnen, nur die nicht mehr bestehenden Houston Comets waren auch viermal erfolgreich. In den Jahren der Finals-Teilnahmen waren die Lynx auch jeweils das beste Team der regulären Saison in der Western Conference.

### Individuelle Auszeichnungen
Ähnlich wie bei den Teamerfolgen waren die individuellen Auszeichnungen in den ersten Saisons der Lynx eher Seltenheiten. Erst mit dem einkehrenden Teamerfolg gingen häufiger auch individuelle Auszeichnungen nach Minneapolis.
Finals MVP Award: Die Lynx konnten 2011, 2013, 2015 und 2017 die Meisterschaft gewinnen, und wie üblich ging die Auszeichnung zur Spielerin der WNBA-Finals an das siegreiche Team. Im Gegensatz zu anderen Seriensiegern ging die Auszeichnung nicht immer an die gleiche Spielerin.
- 2011 – Seimone Augustus
- 2013 – Maya Moore
- 2015 – Sylvia Fowles
- 2017 – Sylvia Fowles

Most Valuable Player Award: Bisher konnten zwei Spielerinnen der Lynx diese wichtige Auszeichnung gewinnen.
- 2014 – Maya Moore
- 2017 – Sylvia Fowles

Defensive Player of the Year Award: Die Auszeichnung der besten Verteidigungsspielerin der Liga ging nach der Saison 2016 erstmals nach Minnesota.
- 2016 – Sylvia Fowles

Rookie of the Year Award: Betty Lennox war die erste Spielerin des Team das eine individuelle Auszeichnung erhielt. Insgesamt ging die Auszeichnung des besten Neulings bisher schon viermal nach Minneapolis.
- 2000 – Betty Lennox
- 2006 – Seimone Augustus
- 2011 – Maya Moore
- 2019 – Napheesa Collier

Peak Performer: Die Ehrungen für die besten statistischen Werte gingen bisher viermal an Spielerinnen der Lynx. Dabei war das Team in allen drei aktuellen Bereichen zumindest einmal erfolgreich.
- 2011 – Lindsay Whalen (Assists)
- 2012 – Lindsay Whalen (Assists)
- 2014 – Maya Moore (Punkte)
- 2018 – Sylvia Fowles (Rebounds)

Kim Perrot Sportsmanship Award: Mit Teresa Edwards wurde bisher einmal eine Spielerin des Teams wegen ihres guten sportlichen Verhaltens ausgezeichnet.
- 2004 – Teresa Edwards

Coach of the Year Award : Die Auszeichnung für den besten Trainer der regulären Saison ging bisher dreimal nach Minnesota. Cheryl Reeve war dabei zweimal erfolgreich.
- 2004 – Suzie McConnell-Serio
- 2011 – Cheryl Reeve
- 2016 – Cheryl Reeve

 Sixth Woman of the Year Award: 2008 wurde Candice Wiggins als erste Spielerin der Lynx als beste Ergänzungsspielerin der Saison mit diesem Award ausgezeichnet.
- 2008 – Candice Wiggins

Executive of the Year Award: Diese Auszeichnung wird seit der Saison 2017 an den besten Teamchef der regulären Saison verliehen und diese ging 2019 erstmals nach Minnesota.
- 2019 – Cheryl Reeve

### Saisonübersicht
Abkürzungen: Sp. = Spiele, S = Siege, N = Niederlagen
| Saison | Sp. | S   | N   | Siege in % | Platz                  | Play-offs |
| 1999   | 32  | 15  | 17  | 46,9       | 5., Western Conference | nicht qualifiziert |
| 2000   | 32  | 15  | 17  | 46,9       | 6., Western Conference | nicht qualifiziert |
| 2001   | 32  | 12  | 20  | 37,5       | 6., Western Conference | nicht qualifiziert |
| 2002   | 32  | 10  | 22  | 31,3       | 8., Western Conference | nicht qualifiziert |
| 2003   | 34  | 18  | 16  | 52,9       | 4., Western Conference | Niederlage in den Conference Semifinals, 1:2 (Los Angeles Sparks)                                                                                                 |
| 2004   | 34  | 18  | 16  | 52,9       | 3., Western Conference | Niederlage in den Conference Semifinals, 0:2 (Seattle Storm) |
| 2005   | 34  | 14  | 20  | 41,2       | 6., Western Conference | nicht qualifiziert |
| 2006   | 34  | 10  | 24  | 29,4       | 7., Western Conference | nicht qualifiziert |
| 2007   | 34  | 10  | 24  | 29,4       | 6., Western Conference | nicht qualifiziert |
| 2008   | 34  | 16  | 18  | 47,1       | 6., Western Conference | nicht qualifiziert |
| 2009   | 34  | 14  | 20  | 41,2       | 5., Western Conference | nicht qualifiziert |
| 2010   | 34  | 13  | 21  | 38,2       | 5., Western Conference | nicht qualifiziert |
| 2011   | 34  | 27  | 7   | 79,4       | 1., Western Conference | Sieg in den Conference Semifinals, 2:1 (San Antonio Silver Stars) Sieg in den Conference Finals, 2:0 (Phoenix Mercury) WNBA-Meister, 3:0 (Atlanta Dream)          |
| 2012   | 34  | 27  | 7   | 79,4       | 1., Western Conference | Sieg in den Conference Semifinals, 2:1 (Seattle Storm) Sieg in den Conference Finals, 2:0 (Los Angeles Sparks) Niederlage in den WNBA Finals, 1:3 (Indiana Fever) |
| 2013   | 34  | 26  | 8   | 76,5       | 1., Western Conference | Sieg in den Conference Semifinals, 2:0 (Seattle Storm) Sieg in den Conference Finals, 2:0 (Phoenix Mercury) WNBA-Meister, 3:0 (Atlanta Dream)                     |
| 2014   | 34  | 25  | 9   | 73,5       | 2., Western Conference | Sieg in den Conference Semifinals, 2:0 (San Antonio Stars) Niederlage in den Conference Finals, 1:2 (Phoenix Mercury)                                             |
| 2015   | 34  | 22  | 12  | 64,7       | 1., Western Conference | Sieg in den Conference Semifinals, 2:0 (Tulsa Shock) Sieg in den Conference Finals, 2:0 (Phoenix Mercury) WNBA-Meister, 3:2 (Indiana Fever)                       |
| 2016   | 34  | 28  | 6   | 82,4       | 1., Western Conference | Sieg in den WNBA Semifinals, 3:0 (Phoenix Mercury) Niederlage in den WNBA Finals, 2:3 (Los Angeles Sparks)                                                        |
| 2017   | 34  | 27  | 7   | 79,4       | 1., Western Conference | Sieg in den WNBA Semifinals, 3:0 (Washington Mystics) WNBA-Meister, 3:2 (Los Angeles Sparks)                                                                      |
| 2018   | 34  | 18  | 16  | 52,9       | 4., Western Conference | Niederlage in der 1. Runde, 0:1 (Los Angeles Sparks) |
| 2019   | 34  | 18  | 16  | 52,9       | 4., Western Conference | Niederlage in der 1. Runde, 0:1 (Seattle Storm) |
| 2020   | 22  | 14  | 8   | 63,6       | 4., Western Conference | Sieg in der 2. Runde, 1:0 (Phoenix Mercury) Niederlage in den WNBA Semifinals, 0:3 (Seattle Storm)                                                                |
| 2021   | 32  | 22  | 10  | 68,8       | 2., Western Conference | Niederlage in der 2. Runde, 0:1 (Chicago Sky) |
| 2022   | 36  | 14  | 22  | 38,9       | 5., Western Conference | nicht qualifiziert |
| 2023   | 40  | 19  | 21  | 47,5       | 3., Western Conference | Niederlage in der 2. Runde, 1:2 (Connecticut Sun) |
| 2024   | 40  | 30  | 10  | 75,0       | 1., Western Conference | Sieg in der 2. Runde, 2:0 (Phoenix Mercury) Sieg in den WNBA Semifinals, 3:2 (Connecticut Sun) Niederlage in den WNBA Finals, 2:3 (New York Liberty)              |
| Gesamt | 876 | 482 | 394 | 55,0       |                        | 15 Playoff-Teilnahmen in 26 Saisons 24 Serien: 18 Siege, 11 Niederlagen 82 Spiele: 50 Sieg, 32 Niederlagen (61,0 %)                                               |

## Trainer
| Name                  | Saison        | Reguläre Saison | Reguläre Saison | Reguläre Saison | Playoffs | Playoffs | Playoffs |
| Name                  | Saison        | GC              | W               | L               | GC       | W        | L        |
| Brian Agler           | 1999 bis 2002 | 96              | 33              | 63              | –        | –        | –        |
| Heidi VanDerveer      | 2002          | 13              | 4               | 9               | –        | –        | –        |
| Suzie McConnell-Serio | 2003 bis 2006 | 125             | 58              | 67              | 5        | 1        | 4        |
| Carolyn Jenkins       | 2006          | 11              | 2               | 9               | –        | –        | –        |
| Don Zierden           | 2007 bis 2008 | 68              | 26              | 42              | –        | –        | –        |
| Jennifer Gillom       | 2009          | 34              | 14              | 20              | –        | –        | –        |
| Cheryl Reeve          | seit 2010     | 510             | 330             | 180             | 77       | 49       | 28       |

Brian Agler war der erste Cheftrainer in der Geschichte der Lynx. Da die Lynx unter Agler sportlich kaum Fortschritte verzeichnen konnten, wurde er entlassen und Heidi VanDerveer übernahm für die restlichen 13 Spiele das Amt des Cheftrainers. 2003 übernahm Suzie McConnell-Serio den Trainerposten. Unter der Führung von McConnell-Serio beendeten die Lynx nicht nur erstmals die reguläre Saison mit einer positiven Bilanz, sondern erreichten auch erstmals in ihrer Geschichte die Playoffs. Diesen Erfolg konnte McConnell-Serio 2004 wiederholen. Nachdem die sportlichen Erfolge der Mannschaft ab 2005 wieder abnahmen wurde McConnell-Serio schließlich 2006 entlassen und Carolyn Jenkins übernahm interimistisch das Traineramt. Auch unter Don Zierden, Cheftrainer von 2007 bis 2008, sowie unter Jennifer Gillom, Cheftrainerin 2009, konnten die Playoffs nicht erreicht werden. Seit 2010 betreut Cheryl Reeve das Team. Nach einer mäßigen Saison 2010, beendeten die Lynx unter der Führung von Reeve die Saison 2011 mit 27 Siegen in 34 Spielen mit der besten Bilanz der gesamten Liga. In den Playoffs verloren die Lynx nur ein einziges Spiel (Conference Semifinals gegen die San Antonio Silver Stars), wodurch Reeve die Lynx zum ersten Titel des Franchise führte. Am Ende der Saison wurde Reeve für ihre herausragende Leistung mit dem Coach of the Year Award ausgezeichnet.

## Spielerinnen

### Kader der Saison 2023
Stand: 5. Juni 2023
| Nr. | Land                    | Name             | Position | Geburtsdatum | Erfahrung in WNBA | College                      |
| --- | ----------------------- | ---------------- | -------- | ------------ | ----------------- | ---------------------------- |
| 1   | Vereinigte Staaten      | Diamond Miller   | Forward  | 11.02.2001   | Rookie            | University of Maryland       |
| 2   | Vereinigte Staaten      | Lindsay Allen    | Guard    | 20.03.1995   | 5 Saisons         | University of Notre Dame     |
| 3   | Vereinigte Staaten      | Aerial Powers    | Guard    | 17.01.1994   | 7 Saisons         | Michigan State University    |
| 6   | Kanada                  | Bridget Carleton | Forward  | 22.05.1997   | 4 Saisons         | Iowa State University        |
| 10  | Vereinigte Staaten      | Jessica Shepard  | Forward  | 11.09.1996   | 3 Saisons         | University of Notre Dame     |
| 11  | Kanada                  | Natalie Achonwa  | Forward  | 22.11.1992   | 8 Saisons         | University of Notre Dame     |
| 14  | Ungarn                  | Dorka Juhász     | Forward  | 18.12.1999   | Rookie            | University of Connecticut    |
| 15  | Vereinigte Staaten      | Rachel Banham    | Guard    | 15.07.1993   | 7 Saisons         | University of Minnesota      |
| 21  | Vereinigte Staaten      | Kayla McBride    | Guard    | 25.06.1992   | 9 Saisons         | University of Notre Dame     |
| 24  | Vereinigte Staaten      | Napheesa Collier | Forward  | 23.09.1996   | 4 Saisons         | University of Connecticut    |
| 25  | Vereinigte Staaten      | Tiffany Mitchell | Guard    | 23.09.1994   | 7 Saisons         | University of South Carolina |
| 34  | Bosnien und Herzegowina | Nikolina Milic   | Forward  | 12.04.1994   | 1 Saisons         | -                            |

### Bekannte ehemalige Spielerinnen
(Teamzugehörigkeit und Position in Klammern)
| - Teresa Edwards (2003–2004, Guard) Die vierfache Olympiasiegerin spielte ihre einzigen beiden Saisons in der WNBA für die Lynx. | - Betty Lennox (2000–2002, Guard/Forward) Die wertvollste Spielerin der Finals 2004 begann ihre WNBA-Karriere in Minnesota, wo sie unter anderem den WNBA Rookie of the Year Award gewann. | - Katie Smith (1999–2005, Forward) Die zweifache Gewinnerin der WNBA-Meisterschaft begann 1999 ihre WNBA-Karriere in Minnesota, mit ihr am Feld erreichte das Team in der Saison 2003 erstmals die Playoffs. |

### Erstrunden-Wahlrechte beim WNBA Draft
| Name                 | Jahr | Draft-Position |
| -------------------- | ---- | -------------- |
| Tonya Edwards        | 1999 | 7.             |
| Grace Daley          | 2000 | 5.             |
| Betty Lennox         | 2000 | 6.             |
| Maylana Martin       | 2000 | 10.            |
| Swetlana Abrossimowa | 2001 | 7.             |
| Tamika Williams      | 2002 | 6.             |
| Nicole Ohlde         | 2004 | 6.             |
| Vanessa Hayden       | 2004 | 7.             |
| Kristen Mann         | 2005 | 11.            |
| Seimone Augustus     | 2006 | 1.             |
| Shona Thorburn       | 2006 | 7.             |
| Noelle Quinn         | 2007 | 4.             |

| Name                   | Jahr | Draft-Position |
| ---------------------- | ---- | -------------- |
| Candice Wiggins        | 2008 | 3.             |
| Renee Montgomery       | 2009 | 4.             |
| Quanitra Hollingsworth | 2009 | 9.             |
| Monica Wright          | 2010 | 2.             |
| Kelsey Griffin         | 2010 | 3.             |
| Maya Moore             | 2011 | 1.             |
| Amber Harris           | 2011 | 4.             |
| Devereaux Peters       | 2012 | 3.             |
| Damiris Dantas         | 2012 | 12.            |
| Lindsey Moore          | 2013 | 12.            |
| Tricia Liston          | 2014 | 12.            |
| Alexis Jones           | 2017 | 12.            |

Seit 1999 hatte der Klub in 19 Saisons 24 Draftrechte in der ersten Runde des WNBA Drafts. In den Jahren 2003, 2015 und 2016 hatten die Lynx aufgrund von Trades keinen Draft-Pick in der ersten Runde. Mittlerweile konnten sechsmal zwei Spielerinnen in der ersten Runde des Drafts ausgewählt werden. Beim Draft 2000, konnten sogar drei Spielerinnen in der ersten Runde ausgewählt werden. Dies war bis zum WNBA Draft 2017 einmalig in der WNBA, 2017 hatte die Dallas Wings auch drei Wahlmöglichkeiten.
Dass die Lynx in den letzten Jahren dabei regelmäßig gute Auswahlentscheidungen getroffen haben, zeigt neben dem mannschaftlichen Erfolgen auch, dass insgesamt drei Spielerinnen die Ehrung als besten Neuling des Jahres in der WNBA erhielten. Dies war neben den beiden Top-Draft-Picks Seimone Augustus (2006) und Maya Moore (2012), die die in sie gesteckten Erwartungen erfüllten auch Betty Lennox nach der Saison 2000.
In der Saison 2017 standen mit Seimone Augustus, Renee Montgomery, Maya Moore und Alexis Jones noch vier von dem Team in der ersten Runde des Drafts ausgewählten Spielerinnen im Kader des Klubs.